# Final de partida

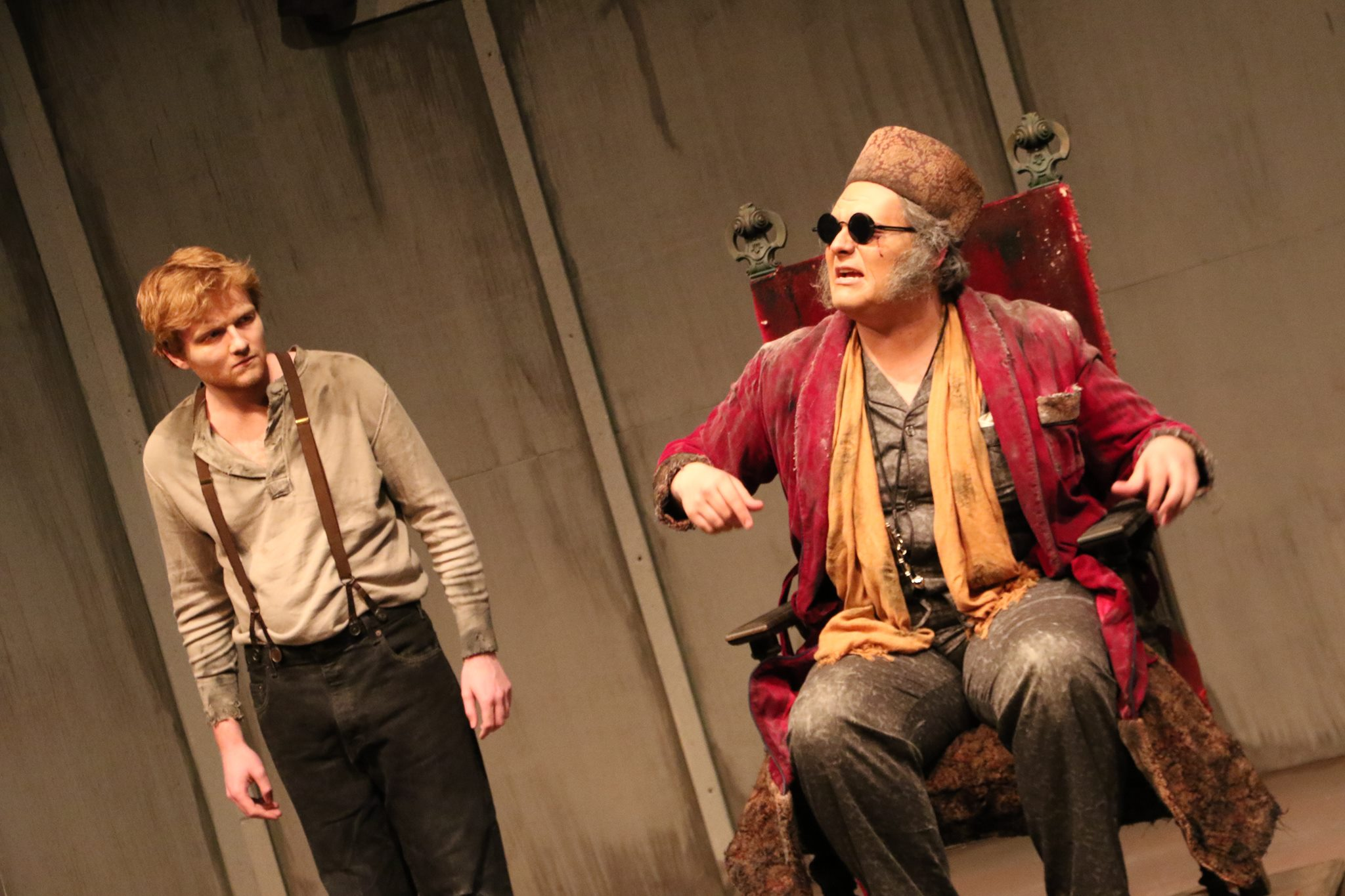
Producción del Gustavus Adolphus College de Endgame de Samuel Beckett. Dirigida por Amy Seham

Final de partida (Endgame en inglés o Fin de partie en francés) es un drama en un acto para cuatro personajes, escrito por el dramaturgo y escritor irlandés Samuel Beckett. Fue redactado originalmente en francés, con el título Fin de partie, y, como era su costumbre, el propio Beckett lo tradujo al inglés, como "Endgame", al año siguiente de su publicación. Fue publicado en 1957, y es comúnmente considerado, junto con obras como Esperando a Godot, entre los más importantes trabajos de su autor.
La obra está dedicada a Roger Blin, el director que había estrenado Esperando a Godot en París, quien habría buscado sin éxito un teatro  donde estrenarla en esa ciudad. Se estrenó en Londres, en el Royal Court Theatre, tras aceptar la invitación de George Devine, en abril de 1957. A posteriori, ese mismo mes, se estrenó en París, en el Studio des Champs Élysées. También en 1957, lo hizo en Berlín, con el título de Endspiel. En junio de ese mismo año se estrenó en España, dirigida por Alberto González Vergel.

## Sinopsis
Sus protagonistas son Hamm, un viejo amo que está ciego y no puede permanecer de pie, y su sirviente, llamado Clov, que no puede sentarse. Viven en una pequeña casa junto al mar, aunque a veces el diálogo sugiere que no hay nada fuera de la casa, ni mar, ni sol, ni nubes. Los dos personajes, mutuamente dependientes, siempre se han llevado mal, y así se ve a lo largo de la obra. Clov a veces muestra una remota intención de librarse de su yugo, pero nunca es capaz de hacerlo. Los otros dos personajes que aparecen son los padres de Hamm, que no tienen piernas: Nagg y Nell, los cuales viven en sendos cubos de basura que aparecen en el escenario. De vez en cuando piden comida y hablan entre sí.

## Sentido de la obra
El título en inglés proviene del juego del ajedrez, al final del cual quedan pocas piezas en el tablero. (El título en francés y castellano puede hacer referencia a otros juegos. Beckett lamentaba que no hubiese en inglés un término equivalente.) El propio Beckett se sabe que fue gran jugador de ajedrez, y la resistencia de Hamm a aceptar el fin puede ser comparada con la del jugador amateur a admitir una derrota inevitable en este juego; los jugadores experimentados, por el contrario, prefieren tirar el rey dignamente cuando lo ven todo perdido.

El crítico literario Harold Bloom, quien valoró este drama como el principal de Beckett, considera que el personaje de Hamm encierra una clara alusión a Hamlet y, por ejemplo, encuentra una referencia intertextual en estas líneas:

[...] su tiempo acabó y dudo todavía, dudo hasta el fin.

Bloom mantiene que esto está vinculado con el famoso soliloquio de Hamlet: 'To be or not to be' ("Ser o no ser"), en el que la duda impide a Hamlet tomar ninguna decisión; Final de partida, precisamente, es un drama, al estilo de Beckett, carente de acción, y por tanto de decisiones, como se observa en otras obras suyas.
Se ha sugerido igualmente que Hamm se asocia a ham actor ('mal actor', en inglés) y a Ham, hijo del bíblico Noé, Como cuenta la estudiosa de la obra de Beckett, Laura Cerrato, "ham actor" es una jerga que alude al mal actor que "sobreactúa, melodramático y que gesticula" mucho y que se los habría llamado así porque los actores a quienes se asocia el término eran actores pobres que usaban grasa de jamón (ham) en vez de crema para sacarse el maquillaje. Clov, por su parte, recuerda a clown (payaso), así como sugiere cloven hoof (la pezuña hendida del diablo) y glove (guante), con lo que, tal vez, Hamm y Clov podría sonar a 'hand' y 'glove', mano y guante. Por otra parte, Nagg podría venir de nagging (fastidioso) y el alemán nagen (roer), mientras que Nell recuerda un personaje, Little Nell, de The Old Curiosity Shop, de Dickens (Theodor Adorno: Trying to Understand Endgame). De la misma forma, Hamm podría ser la abreviatura de hammer (martillo) y Clov de clove (diente de ajo, etimológicamente en inglés, nail, clavo); por su parte, en francés, clavo se escribe "clou". Y en efecto, el martillo y el clavo parecen simbolizar muy bien a ambos personajes en la obra. Según esto, Nagg y Nell, juntos, podrían sugerir el alemán Nagel (nail: clavo).
Ruby Cohn, en su libro Back to Beckett, escribe: «El pasaje favorito de Beckett en la obra es la deducción de Hamm a partir de la observación de Clov de que Nagg está llorando: 'Entonces está vivo.' Pero en Berlín advirtió que la más importante frase pertenece a Nell: 'No hay nada más divertido que la infelicidad.' Y Beckett enfocó toda la obra a demostrar este hecho».
De la obra se desprende en general que los personajes viven en un mundo muerto, estático, sin cambios ni variaciones de ningún tipo, lo mismo que en Esperando a Godot, en la cual nunca pasa nada. Cada día repite las acciones y reacciones del día anterior, y cada hecho se ve revestido así de una especie de cualidad ritual. Se ve perfectamente a través del texto que los personajes tienen un pasado (más claramente Nagg y Nell que invocan recuerdos de andar en tándem por Las Ardenas). Sin embargo, no hay indicación alguna de futuro con referencia a ellos. Incluso la muerte de Nell, hacia el final de la obra, es acogida sin reacción alguna, ni siquiera de sorpresa. El lóbrego escenario, y la referencia constante a aspectos de la civilización que ya no existen, han sugerido a muchos que la obra trata de simbolizar la era post-nuclear. Tal es así que el lugar donde están tiene aspectos que lo vinculan a un bunker, por ejemplo las ventanas pequeñas y a elevada altura, la idea de que los víveres se estén acabando, y que se sugiera que todo es muerte fuera de allí, así como también, hacia el final, el avistamiento con el catalejo, por parte de Clov de un niño que se acerca al lugar. Beckett, sin embargo, reacio siempre a toda interpretación de su obra, negó repetidamente esta versión.
Con motivo de un reestreno de la obra en Madrid (abril de 2010), el director de la misma, Krystian Lupa (Polonia, 1943), afirmó en una entrevista:
«[Beckett] Era muy listo. Y como no podía imponer un cambio en la estética teatral de su tiempo escribió de tal manera que impuso ese cambio desde el texto mismo. Sabía que tarde o temprano se saldría con la suya. Los protagonistas de Final de partida o mienten o callan la mayor parte del tiempo. Y sin embargo, y ahí está el genio del autor, lo que de verdad quieren contar está en todo momento presente. Sólo hay que saber llegar y comprender. (...) En la obra funciona esa enorme fuerza del niño que ha sentido daño y mata y que siempre es la fuente principal del mal. Hamm es un rebelde que ha llegado al mal y después no sabe cómo desprenderse de él. Algo que a menudo nos ocurre: nos convertimos en recipientes del mal y los caminos al bien nos parecen hipócritas y repugnantes». 
Por su parte, el protagonista de la obra, el actor y académico español José Luis Gómez, afirmó en dicha entrevista: «Creo que es imposible entender esta obra sin asumir que está escrita por un hombre profundamente marcado por la II Guerra Mundial, algo que refleja el testimonio que dejó de su trabajo en el hospital en la ciudad devastada de Normandía, Saint-Lô. De alguna manera Final de partida es una memoria intensa y muy cifrada de ese tiempo».
El propio Beckett rechazaba sin embargo cualquier intento de interpretación o mensaje profundo. Respondiendo al director de su estreno americano, puntualizó: 

[...] negarse a cualquier explicación e insistir en la extrema sencillez de la situación y del tema. [...] No tenemos claves que ofrecer para desentrañar misterios que solo ellos (los que preguntan) se han inventado. [...] Si alguien quiere hacerse quebraderos de cabeza sobre los fonos armónicos, es cosa suya, y él mismo debe procurarse la aspirina. Hamm es lo que es en la obra, y Clov es lo que es en la obra, y todo es lo que es en la obra [...] en un lugar así y en un mundo así.

Y en otro lugar:

Fin de partie será mero juego. Nada menos. De enigmas y soluciones, ni una palabra. Para cosas tan serias están las universidades, las iglesias, los cafés, etc.

El biógrafo de Beckett, Klaus Birkenhauer, como otros críticos, duda de la adscripción de Beckett al teatro del absurdo: «Lo mismo que En attendant Godot, Fin de partie tiene el sentido suficiente como para poder desmentir la validez de un término tan difundido como es el de 'teatro del absurdo'. [...] Los hombres (o, mejor dicho, las figuras escénicas) que intervienen en la pieza, en la situación en que se encuentran, no pueden reaccionar de forma distinta a como Beckett ha previsto. Su comportamiento es completamente lógico y consecuente en cuanto se admite el presupuesto fundamental [de que] los personajes y las situaciones son así porque el autor lo ha querido. [...] Y es que el escritor no suministra contenidos, sino formas».

## Adaptaciones
El compositor húngaro György Kurtág compuso una adaptación operística de la obra que se estrenó en el Teatro de la Scala de Milán el 15 de noviembre de 2018.